# Carlo Gambino
Carlo Gambino, chiamato anche Charles Gambino, detto Don Carlo o Il Capo dei Capi (Palermo, 24 agosto 1902 – Massapequa, 15 ottobre 1976), è stato un mafioso italiano naturalizzato statunitense che guidò l'omonima famiglia Gambino di New York.
Dopo la celebre Riunione di Apalachin del 1957 e l'arresto di Vito Genovese del 1959, Gambino assunse il controllo della Commissione, l'organismo direttivo della mafia americana, diventando una delle figure più influenti del crimine organizzato fino alla sua morte per infarto nel 1976. Nonostante una carriera criminale durata oltre mezzo secolo, fu condannato a soli ventidue mesi di carcere, scontati nel 1937 per evasione fiscale.

## Biografia
Carlo Gambino nacque a Palermo, in Sicilia, il 24 agosto 1902, in una famiglia affiliata alla Mafia siciliana del quartiere Passo di Rigano. Aveva due fratelli: Gaspare, che non fu mai coinvolto nelle attività mafiose, e Paolo, che invece entrò a far parte di quella che in seguito sarebbe divenuta la famiglia criminale Gambino. I suoi genitori erano Tommaso Gambino e Felicia Castellano, immigrati italiani.
Il 23 dicembre 1921, Gambino arrivò clandestinamente negli Stati Uniti, sbarcando a Norfolk, Virginia, come passeggero nascosto a bordo della nave SS Vincenzo Florio. Raggiunse poi New York, dove si unì ai cugini Castellano e iniziò a lavorare per una piccola impresa di trasporti gestita dalla loro famiglia. Successivamente si trasferì in una casa modesta al numero 2230 di Ocean Parkway, a Brooklyn. Per l’estate utilizzava invece una residenza più ampia a Long Island, situata al 34 di Club Drive a Massapequa, nello Stato di New York: una casa in mattoni su due piani, circondata da una bassa recinzione e con statue di marmo nel giardino anteriore, posizionata in fondo a un cul-de-sac con vista sulla South Oyster Bay, nel quartiere residenziale di Harbor Green Estates.
Nel 1932, Gambino sposò una sua cugina, Catherine Castellano, sorella di Paul Castellano, che anni dopo sarebbe diventato il capo della famiglia Gambino. Dalla loro unione nacquero quattro figli: tre maschi - Thomas, Joseph (28 marzo 1936 – 20 febbraio 2020) e Carlo Jr. (1934–2019) - e una figlia, Phyllis Gambino Sinatra (22 settembre 1927 – 19 febbraio 2007).

## Carriera criminale

### La guerra castellammarese
A New York, Carlo Gambino si unì a un’organizzazione criminale guidata da Joe Masseria, un altro mafioso di origine siciliana. Nel 1930 fu arrestato a Lawrence, nel Massachusetts, come persona sospetta, ma l'accusa fu subito archiviata. Tuttavia, il mese successivo venne nuovamente fermato a Brockton, sempre nel Massachusetts, questa volta con l’accusa di furto. Dopo non essersi presentato in tribunale, fu emesso un mandato di cattura nei suoi confronti. Quattro anni più tardi, fu arrestato a Manhattan come latitante e ricondotto a Brockton, dove la denuncia per furto fu ritirata dopo che Gambino restituì 1.000 dollari come risarcimento.
All'inizio degli anni '30, Masseria si trovò coinvolto in una feroce lotta per il potere contro Salvatore Maranzano, capo del clan Castellammarese. Questo scontro degenerò in un sanguinoso conflitto noto come la "guerra castellammarese". Entrambi erano considerati "Mustache Petes", ovvero mafiosi della vecchia guardia, legati ai valori tradizionali della mafia siciliana come l’onore, la tradizione, il rispetto e la dignità. Questi boss erano restii a collaborare con non-italiani e, spesso, perfino con italiani non siciliani. Alcuni, tra i più conservatori, accettavano solo affiliati provenienti dal proprio paese natale in Sicilia.
Quando la guerra cominciò a volgere al peggio per Masseria, il suo braccio destro, Charles "Lucky" Luciano, colse l’occasione per cambiare schieramento. In un accordo segreto con Maranzano, Luciano accettò di orchestrare l’omicidio di Masseria in cambio del controllo delle sue attività illecite e di una posizione di rilievo accanto a Maranzano. Il 15 aprile 1931, Masseria fu assassinato al ristorante Nuova Villa Tammaro, a Coney Island, ponendo fine alla guerra castellammarese. Dopo la morte di Masseria, Maranzano riorganizzò le bande mafiose italiane di New York in cinque famiglie: Luciano, Joe Profaci, Tommy Gagliano, Vincent Mangano e lui stesso ne furono messi a capo. Convocò una riunione dei principali boss a Wappingers Falls, nello stato di New York, proclamandosi Capo dei Capi. Ridusse anche le attività delle famiglie rivali, favorendo i propri interessi.
Luciano apparentemente accettò i nuovi assetti, ma in realtà stava solo aspettando il momento giusto per sbarazzarsi di Maranzano, che, pur essendo leggermente più moderno di Masseria, si rivelò a suo parere ancora più avido e assetato di potere. Nel settembre 1931, Maranzano, intuendo il pericolo rappresentato da Luciano, assunse il sicario irlandese Vincent "Mad Dog" Coll per eliminarlo. Tuttavia, Gaetano Lucchese avvertì Luciano del complotto. Così, il 10 settembre, quando Maranzano convocò Luciano, Vito Genovese e Frank Costello nel suo ufficio al 230 di Park Avenue a Manhattan, fu lui stesso a cadere in un agguato mortale.

### La Commissione
Più tardi, nello stesso anno, Luciano organizzò un incontro a Chicago con diversi capi mafia. In quell’occasione propose la creazione di un organismo centrale, che sarebbe poi diventato la Commissione. Questa struttura avrebbe avuto il compito di risolvere conflitti e stabilire quali famiglie controllavano determinati territori. Considerata la sua più grande innovazione, la Commissione fu accettata da tutti: consentì a Luciano di mantenere il controllo sull’intero sistema mafioso, evitando ulteriori guerre tra famiglie.

### La famiglia Mangano
Dopo la morte di Joe Masseria, Carlo Gambino e i suoi cugini entrarono come soldati nella famiglia mafiosa guidata da Vincent Mangano. Nonostante Albert Anastasia fosse già una figura influente e temuta nel mondo del crimine organizzato, ricopriva ufficialmente solo il ruolo di sottocapo nella famiglia Mangano. Durante il suo lungo dominio ventennale, Vincent Mangano non nascose mai il suo astio nei confronti di Anastasia, in particolare per i suoi stretti legami con Charles "Lucky" Luciano e Frank Costello. Ciò che irritava Mangano era soprattutto il fatto che Anastasia avesse offerto i propri servizi a Luciano e Costello senza prima ottenere il suo consenso. Queste tensioni, unite a numerose dispute d’affari, sfociarono spesso in scontri accesi, che per poco non degenerarono in violenza fisica.
Nel 1937, Gambino fu arrestato con l’accusa di evasione fiscale, in relazione alla gestione di una distilleria clandestina da un milione di galloni a Filadelfia. Scontò ventidue mesi di prigione nel penitenziario federale di Lewisburg, in Pennsylvania. Fu l’unico periodo della sua lunga carriera criminale in cui trascorse del tempo dietro le sbarre.
Nel 1951, Vincent Mangano e suo fratello Philip furono assassinati, presumibilmente su ordine di Albert Anastasia. Il corpo di Philip fu ritrovato il 19 aprile nei pressi di Sheepshead Bay, a Brooklyn. Di Vincent, invece, non fu mai trovato alcun resto. Solo dieci anni più tardi, il 30 ottobre 1961, la Surrogate's Court di Brooklyn ne dichiarò ufficialmente la morte.

### L'omicidio di Anastasia
Nel 1957, Vito Genovese decise di eliminare Frank Costello e Albert Anastasia per rafforzare il proprio potere all'interno di Cosa Nostra. Per portare a termine il piano, coinvolse Carlo Gambino, che all’epoca era il sottocapo di Anastasia. Genovese affidò a Vincent Gigante il compito di uccidere Costello, e l’attentato fu eseguito il 2 maggio 1957, all’esterno del palazzo in cui Costello abitava. Anche se la ferita riportata fu superficiale, l'episodio convinse Costello a ritirarsi dalla scena mafiosa, lasciando campo libero a Genovese. Durante il processo del 1958, nonostante un portiere avesse identificato Gigante come l’attentatore, Costello dichiarò di non riconoscerlo, permettendo così a Gigante di essere assolto dall'accusa di tentato omicidio.
Con Costello fuori gioco, Genovese e Gambino passarono al secondo obiettivo: Albert Anastasia. Secondo le ricostruzioni, l'incarico dell’omicidio fu affidato a Joseph Profaci, che lo avrebbe poi assegnato a Joseph "Crazy Joe" Gallo. Anastasia fu assassinato il 25 ottobre 1957 mentre si trovava nella barberia dell’hotel Park Sheraton, nel cuore di Manhattan. Dopo la morte di Anastasia, Gambino prese il controllo della famiglia Mangano, che da quel momento assunse il suo nome. Come suo vice (underboss), nominò Joseph Biondo, che nel 1965 fu sostituito da Aniello Dellacroce, figura destinata a diventare centrale negli anni successivi.

### La riunione di Apalachin
Poco dopo l’omicidio di Anastasia, Genovese prese il controllo della famiglia criminale di Luciano, scalzando Costello. Per legittimare la sua nuova posizione di potere insieme a quella dello stesso Gambino, organizzò un incontro a cui avrebbero partecipato i capi delle organizzazioni mafiose sia americane che siciliane. Tra i temi all’ordine del giorno c’erano gli interessi della mafia nel gioco d’azzardo e nel traffico di droga nella Cuba pre-rivoluzionaria, oltre alle attività nel settore tessile di New York.
La riunione si tenne il 14 novembre presso l’abitazione del mafioso Joseph Barbara, ad Apalachin, nello stato di New York.
Il poliziotto Edgar D. Croswell, della polizia statale di New York, notò movimenti sospetti: il figlio di Barbara stava prenotando molte camere negli alberghi locali e venivano consegnate grandi quantità di carne alla villa. Insospettito, Croswell decise di sorvegliare la casa. Quando la polizia scoprì numerose auto di lusso parcheggiate nella proprietà, prese i numeri di targa e verificò che appartenevano a noti criminali. Furono così chiamati i rinforzi e venne istituito un posto di blocco. Accortisi della presenza della polizia, molti mafiosi tentarono la fuga, chi in auto, chi a piedi, e diversi riuscirono a dileguarsi nei boschi circostanti. Si ritiene che anche Gambino fosse presente all’incontro, ma riuscì ad evitare l’arresto. La polizia fermò un’auto guidata dal boss della Pennsylvania, Russell Bufalino, a bordo della quale c’erano anche Genovese e altri tre uomini. Bufalino dichiarò che Genovese era lì solo per far visita a un Barbara malato, mentre Genovese sostenne di essere stato invitato a un semplice barbecue. Alla fine, la polizia li lasciò andare.
Successivamente, si racconta che Gambino e Luciano abbiano contribuito con 100.000 dollari a pagare un trafficante di droga portoricano affinché accusasse falsamente Genovese di spaccio. Il 17 aprile 1959, Genovese fu condannato a quindici anni di carcere per reati legati alla droga; morì in prigione il 14 febbraio 1969.
Il 26 gennaio 1962, Luciano morì per un attacco cardiaco all’aeroporto internazionale di Napoli. Tre giorni dopo, circa 300 persone parteciparono al suo funerale nella città, accompagnando il carro funebre trainato da cavalli lungo le strade. Con il permesso del governo statunitense, i familiari riportarono la salma a New York, dove fu sepolta nel cimitero di St. John, a Middle Village, nel Queens. Più di 2.000 persone presenziarono ai funerali, e fu proprio Gambino, amico di lunga data di Luciano, a pronunciare l’elogio funebre.

### Boss della famiglia
Dopo l’incarcerazione di Genovese, fu Gambino a prendere il controllo della Commissione, l’organo di governo della mafia statunitense. Sotto la sua guida, la famiglia criminale Gambino contava circa 500 uomini d'onore e oltre 1.000 affiliati e collaboratori.
Nel 1962, il figlio maggiore di Gambino, Thomas, sposò Frances, la figlia di Lucchese. Al matrimonio, che vide la partecipazione di oltre 1.000 invitati, Gambino fece dono a Lucchese di 30.000 dollari. In cambio, Lucchese concesse a Gambino una quota dei suoi affari illeciti presso l’aeroporto di Idlewild (oggi noto come aeroporto internazionale John F. Kennedy). Grazie al controllo di Lucchese sulla sicurezza aeroportuale e sui sindacati dell’aeroporto, i due boss unirono le forze, ottenendo così il dominio sull’aeroporto, sulla Commissione e sulla maggior parte delle attività criminali organizzate di New York.

### Complotto contro la Commissione
Nel 1963, Joseph Bonanno, capo della famiglia criminale Bonanno, pianificò l’eliminazione di alcuni suoi rivali all’interno della Commissione: tra questi c’erano i boss Carlo Gambino, Tommy Lucchese, Stefano Magaddino e Frank DeSimone. Bonanno cercò l’appoggio di Joseph Magliocco, che, amareggiato per essere stato in passato escluso dalla Commissione, accettò senza esitazione. In cambio del suo aiuto, Bonanno gli promise il ruolo di braccio destro.
A Magliocco fu affidato il compito di eliminare Lucchese e Gambino, incarico che a sua volta assegnò a Joseph Colombo, uno dei suoi killer di fiducia. Tuttavia, Colombo, fiutando un’opportunità, rivelò il complotto ai suoi bersagli. Gli altri boss compresero rapidamente che Magliocco e Bonanno stavano tramando insieme e convocarono entrambi per chiarimenti.
Temendo per la propria vita, Bonanno fuggì e si nascose a Montréal, lasciando Magliocco a fronteggiare da solo l’ira della Commissione. Profondamente scosso e in precarie condizioni di salute, Magliocco ammise il suo coinvolgimento nel piano. La Commissione decise di risparmiargli la vita, ma lo costrinse a ritirarsi dalla guida della famiglia Profaci e a pagare una multa di 50.000 dollari. Come ricompensa per aver tradito il suo capo e aver sventato il complotto, Colombo ottenne il comando della famiglia, che da quel momento prese il nome di famiglia Colombo.

### Problemi di salute e ordine di espulsione
Le autorità dell’immigrazione statunitense avviarono le procedure di espulsione contro Carlo Gambino già nel 1953. Tuttavia, il procedimento rimase bloccato per anni a causa delle sue condizioni di salute e dei continui ricoveri ospedalieri.
Nel 1970, Gambino fu incriminato con l’accusa di aver cospirato per dirottare un furgone blindato carico di 3 milioni di dollari e venne arrestato il 23 marzo dello stesso anno. Rilasciato su cauzione dietro pagamento di 75.000 dollari, non fu mai processato, sempre a causa dei suoi gravi problemi di salute. Nello stesso anno, la Corte Suprema degli Stati Uniti confermò un ordine di espulsione emesso nel 1967, che Gambino aveva precedentemente impugnato, stabilendo che dovesse essere deportato poiché entrato illegalmente nel Paese. Tuttavia, quando il governo tentò di eseguire l’ordine, Gambino fu colto da un violento attacco di cuore e venne ricoverato d’urgenza, bloccando così l'espulsione.

### Attentato a Joseph Colombo
Il 28 giugno 1971, Joseph Colombo venne colpito da tre colpi di pistola, uno dei quali alla testa, sparati da Jerome A. Johnson durante la seconda manifestazione per l’Italian Unity Day a Columbus Circle, organizzata dalla Lega dei diritti civili degli italoamericani. Johnson fu immediatamente ucciso dalle guardie del corpo di Colombo. A seguito dell’attentato, Colombo rimase paralizzato in modo permanente e morì nel 1978 per le complicazioni delle ferite.
Molti membri della famiglia Colombo attribuirono l’attacco a Joe Gallo, ma dopo averlo interrogato, la polizia concluse che Johnson aveva agito da solo. Tuttavia, poiché Johnson era stato visto pochi giorni prima in un locale gestito dalla famiglia Gambino, prese piede la teoria secondo cui Gambino stesso avesse orchestrato l’attentato. Colombo, infatti, aveva ignorato le proteste di Gambino riguardo alle attività della Lega e, secondo alcune voci, durante una discussione gli avrebbe addirittura sputato in faccia.
Nonostante queste ipotesi, i vertici della famiglia Colombo rimasero convinti che fosse stato Gallo a ordinare l’omicidio, dopo il suo dissidio con la famiglia. Gallo fu a sua volta assassinato il 7 aprile 1972.

### L’omicidio di Tommy Eboli
Dopo la morte di Vito Genovese, fu Jerry Catena a prendere il comando della famiglia Genovese. Tuttavia, nel 1970, Catena venne incriminato e incarcerato. A quel punto, Thomas Eboli assunse il ruolo di "boss di facciata" della famiglia per i due anni successivi. Eboli, però, ambiva a guidare la famiglia in maniera autonoma e, per finanziare una nuova operazione di traffico di droga, prese in prestito 4 milioni di dollari da Carlo Gambino. La polizia, però, smantellò rapidamente l’organizzazione di Eboli, arrestando la maggior parte dei suoi uomini. Poco dopo, Gambino avrebbe ordinato l’eliminazione di Eboli. Inizialmente si pensò che la causa fosse il mancato rimborso del prestito, ma oggi si ritiene che Gambino volesse in realtà sostituirlo con Frank "Funzi" Tieri e che il debito fosse solo un pretesto per giustificare l’omicidio.
Il 16 luglio 1972, Eboli uscì dall’appartamento della sua compagna nel quartiere di Crown Heights, a Brooklyn, e si diresse verso la sua Cadillac con autista. Appena salito a bordo, un sicario, a bordo di un camion di passaggio, gli sparò cinque colpi. Colpito alla testa e al collo, Eboli morì sul colpo. Nessuno fu mai incriminato per questo omicidio.

## Morte
Carlo Gambino morì nelle prime ore del mattino di venerdì 15 ottobre 1976, all’età di 74 anni, nella sua casa di Massapequa. La sera precedente, aveva assistito in televisione alla vittoria dei New York Yankees, che si erano aggiudicati il titolo della American League. La causa ufficiale del decesso fu per cause naturali, un evento che non sorprese, dato il suo lungo trascorso di problemi cardiaci.
La veglia funebre si tenne nel fine settimana del 16 e 17 ottobre presso la casa funeraria Cusimano & Russo. Il funerale ebbe luogo lunedì 18 ottobre nella chiesa di Our Lady of Grace, a Brooklyn. Gambino fu poi sepolto nella cappella privata della sua famiglia, all’interno dell’edificio Cloister del cimitero di St. John, nel Queens. Alle esequie e alla veglia parteciparono diverse centinaia di persone, mentre all’esterno si aggiravano agenti della polizia e dell’FBI in borghese, mescolati tra la folla. Il corteo funebre comprendeva tredici limousine, una dozzina di auto private e un carro floreale.

### Conseguenze
Contro ogni previsione, Carlo Gambino aveva designò come suo successore Paul Castellano, preferendolo al suo vice storico, Aniello Dellacroce. Gambino sembrava convinto che la famiglia avrebbe tratto vantaggio dall’approccio di Castellano, più orientato verso i crimini finanziari e d’affari, piuttosto che verso le attività violente tradizionali. Al momento della successione, Dellacroce si trovava in prigione per evasione fiscale e non poté opporsi alla decisione.
La nomina di Castellano fu ufficializzata durante una riunione del 24 novembre, alla quale partecipò anche Dellacroce. Castellano decise di mantenere Dellacroce nel ruolo di sottocapo, affidandogli però la gestione diretta delle attività mafiose classiche come le estorsioni, le rapine e il prestito a usura.
Pur accettando formalmente la leadership di Castellano, questo accordo finì di fatto per spaccare la famiglia Gambino in due fazioni contrapposte.

## Nella cultura popolare
- Nel film per la TV del 1995 Between Love and Honor, Carlo Gambino è interpretato da Robert Loggia
- Nel film per la TV del 1996 Gotti, Gambino appare con il volto di Marc Lawrence
- Nel film per la TV del 2001 Il boss dei boss, Gambino è interpretato da Al Ruscio
- Nella miniserie The Making of the Mob: New York, prodotta da AMC nel 2015, Gambino è interpretato da Noah Forrest
- Nel film biografico del 2018 Gotti - Il primo padrino, il ruolo di Gambino è affidato a Michael Cipiti
- Nella serie TV del 2022 The Offer, è interpretato da Anthony Skordi
- Nella terza stagione della serie Godfather of Harlem, il personaggio di Gambino è portato in scena da Arthur J. Nascarella
- Infine, nel film The Alto Knights - I due volti del crimine, è interpretato da James Ciccone